# Titanic Rising
Titanic Rising é o quarto álbum de estúdio da artista norte-americana Weyes Blood, lançado no dia 5 de abril de 2019, pela gravadora Sub Pop. Em 17 de janeiro de 2019, Weyes Blood lançou o primeiro single do álbum, "Andromeda". Um segundo single, "Everyday", foi lançado juntamente com um videoclipe auto-dirigido em 12 de fevereiro de 2019. 
O álbum foi mundialmente aclamado criticamente, conquistando uma pontuação agregada de 91/100 no Metacritic.